# Eikev
Eikev, Ekev, Ekeb, o Eqeb (ebraico: עֵקֶב — tradotto in italiano: “se [seguirete]”, seconda parola e incipit di questa parashah) 46ª porzione settimanale della Torah (ebr. פָּרָשָׁה – parashah o anche parsha/parscià) nel ciclo annuale ebraico di letture bibliche dal Pentateuco, terza nel Libro del Deuteronomio. Rappresenta il passo Deuteronomio 7:12-11:25, che gli ebrei leggono generalmente in agosto.
La parashah riporta le benedizioni di obbedienza a Dio, le direttive per prendere possesso della terra, l'incidente del Vitello d'oro, la morte di Aronne, i compiti dei Leviti e le esortazioni di servire Dio.

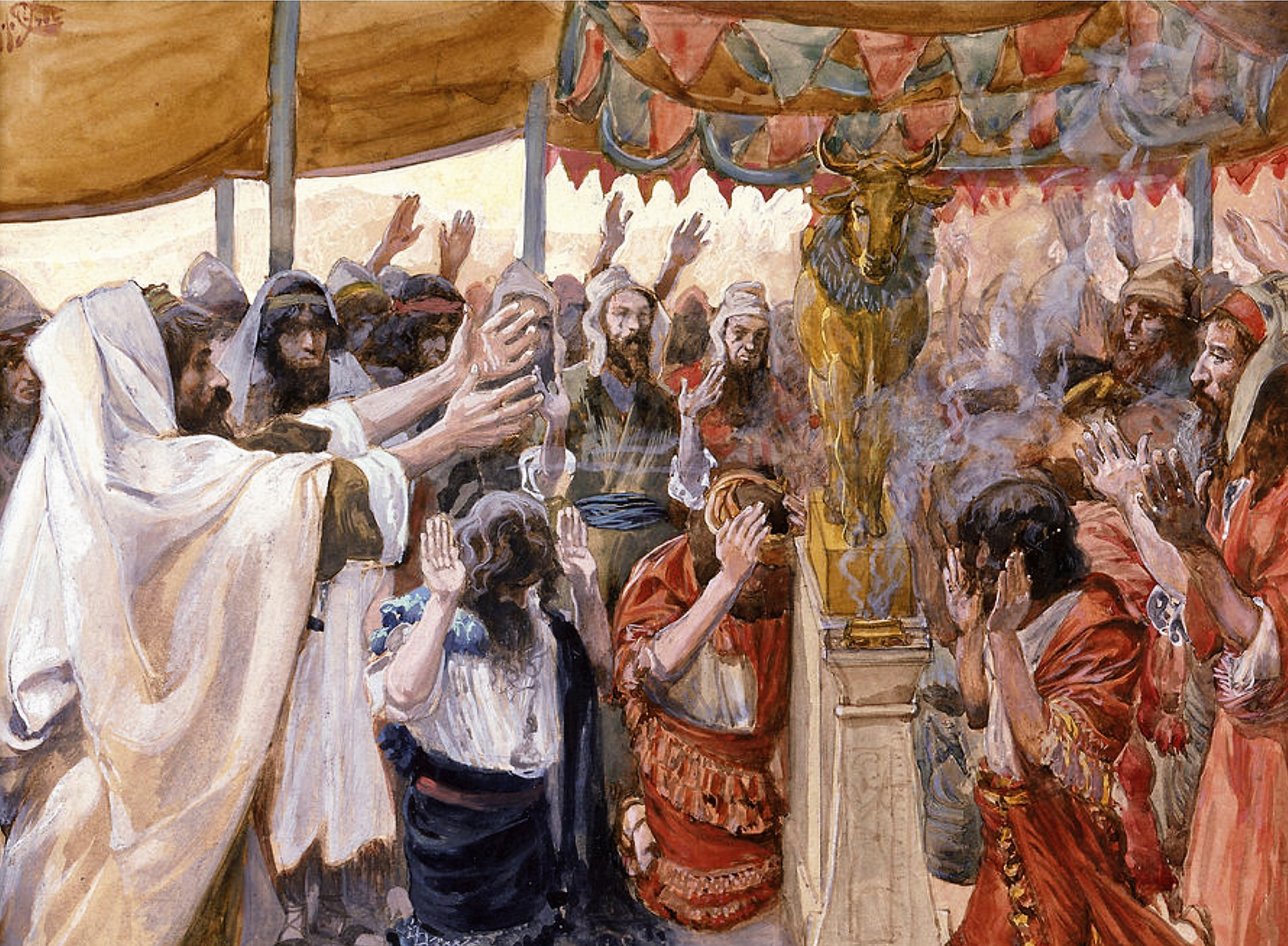
Il Vitello d'oro (acquerello di James Tissot, 1896–1902 ca.)

### Testi
- Testo Masoretico e traduzione JPS 1917, su mechon-mamre.org. URL consultato il 10 marzo 2013 (archiviato dall'url originale il 26 aprile 2022).
- Parashah cantata, su Bible.ort.org.
- Parashah in ebraico, su mechon-mamre.org.

### Commentari

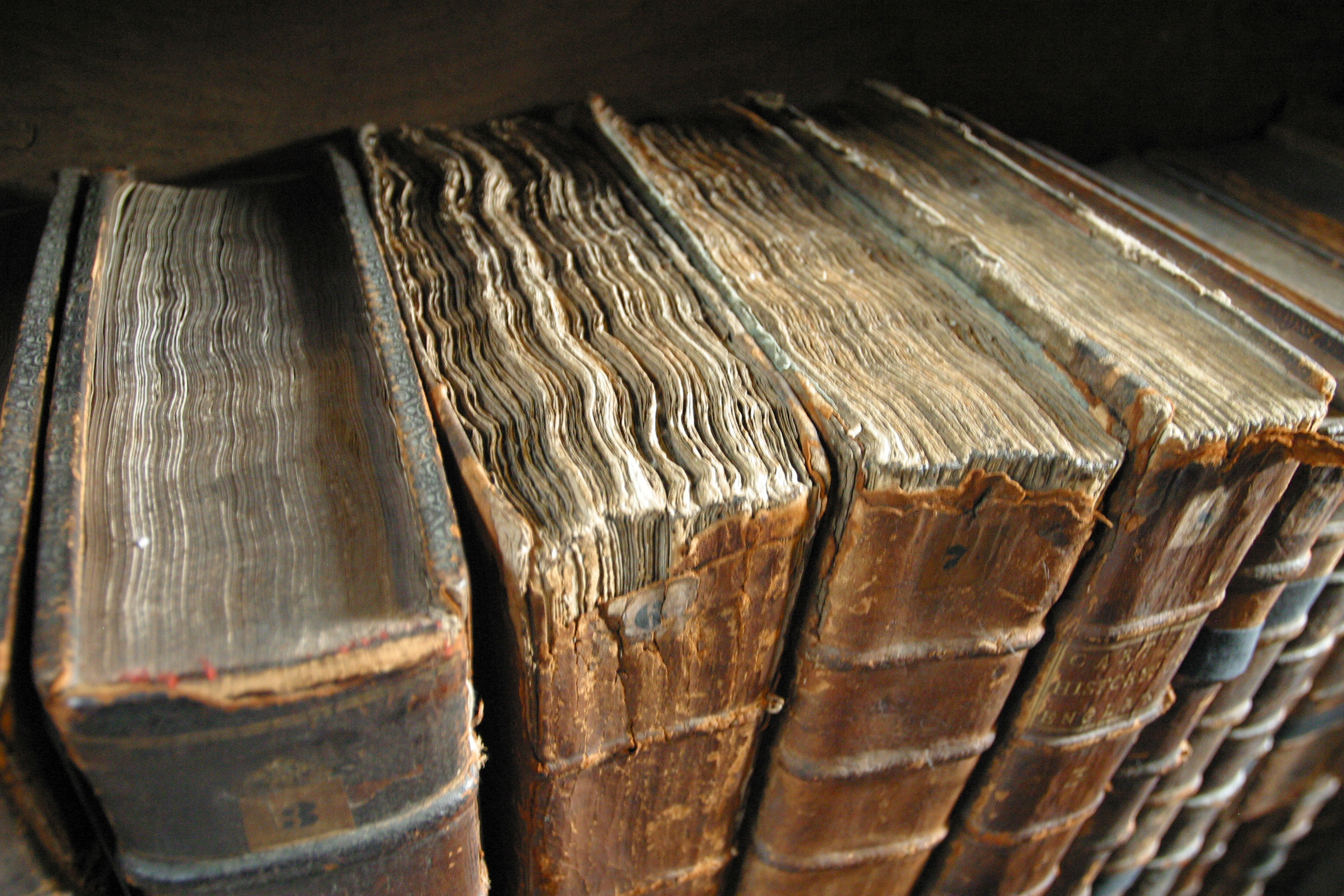

- Academy for Jewish Religion, New York, su ajrsem.org.
- Aish.com. URL consultato il 10 marzo 2013 (archiviato dall'url originale il 1º marzo 2019).
- American Jewish University, su judaism.ajula.edu (archiviato dall'url originale il 4 marzo 2012).
- Anshe Emes Synagogue, Los Angeles, su anshe.org. URL consultato il 10 marzo 2013 (archiviato dall'url originale il 1º novembre 2012).
- Bar-Ilan University, su biu.ac.il. URL consultato il 10 marzo 2013 (archiviato dall'url originale il 27 settembre 2012).
- Chabad.org.
- eparsha.com.
- G-dcast, su g-dcast.com. URL consultato il 10 marzo 2013 (archiviato dall'url originale il 16 marzo 2013).
- The Israel Koschitzky Virtual Beit Midrash, su vbm-torah.org. URL consultato il 10 marzo 2013 (archiviato dall'url originale il 3 settembre 2011).
- Jewish Agency for Israel, su jewishagency.org. URL consultato il 10 marzo 2013 (archiviato dall'url originale il 30 settembre 2012).
- Jewish Theological Seminary (XML), su jtsa.edu. URL consultato il 10 marzo 2013 (archiviato dall'url originale l'11 marzo 2013).
- Miriam Aflalo, su mishpacha.com. URL consultato il 10 marzo 2013 (archiviato dall'url originale il 25 luglio 2013).
- MyJewishLearning.com.
- Ohr Sameach, su ohr.edu.
- Orthodox Union, su ou.org.
- OzTorah, Torah from Australia, su oztorah.com.
- Oz Ve Shalom — Netivot Shalom, su netivot-shalom.org.il. URL consultato il 10 marzo 2013 (archiviato dall'url originale il 24 giugno 2010).
- Pardes from Jerusalem, su pardes.org.il. URL consultato il 10 marzo 2013 (archiviato dall'url originale il 29 marzo 2012).
- RabbiShimon.com. URL consultato il 10 marzo 2013 (archiviato dall'url originale il 28 febbraio 2019).
- Rabbi Shlomo Riskin, su ohrtorahstone.org.il. URL consultato il 10 marzo 2013 (archiviato dall'url originale il 21 agosto 2011).
- Rabbi Shmuel Herzfeld, su rabbishmuel.com. URL consultato il 10 marzo 2013 (archiviato dall'url originale l'11 marzo 2013).
- Reconstructionist Judaism, su www4.jrf.org. URL consultato il 10 marzo 2013 (archiviato dall'url originale il 16 febbraio 2006).
- Sephardic Institute, su judaicseminar.org.
- Shiur.com.
- 613.org Jewish Torah Audio, su 613.org. URL consultato il 10 marzo 2013 (archiviato dall'url originale il 27 settembre 2011).
- Tanach Study Center, su tanach.org.
- Teach613.org, Torah Education at Cherry Hill, su teach613.org.
- Torah from Dixie, su tfdixie.com. URL consultato il 10 marzo 2013 (archiviato dall'url originale l'11 aprile 2022).
- Torah.it, su archivio-torah.it.
- Torah.org.
- TorahVort.com.
- Union for Reform Judaism, su urj.org. URL consultato il 10 marzo 2013 (archiviato dall'url originale il 29 agosto 2008).
- United Hebrew Congregations of the Commonwealth, su chiefrabbi.org.
- What’s Bothering Rashi?, su shemayisrael.com.
- Yeshiva University, su yutorah.org. URL consultato il 10 marzo 2013 (archiviato dall'url originale il 18 dicembre 2019).